# Локалитет Турски поток
Локалитет Турски поток се налази на благом узвишењу уз десну обалу Турског потока, код његовог ушћа у Дунав, на 4,5km удаљености западно од Добре. Локалитет представља непокретно културно добро као археолошко налазиште.
Остаци мањег римског утврђења су приближно квадратне основе. Димензије утврђења су 16 х 23m, а бедеми су дебели до 2m. У систему римске утврђене границе на Дунаву – лимеса, ово утврђење је имало функцију предстраже за оближње веће утврђење – Чезаву.
Услед изградње ХЕ Ђердап и подизања нивоа воде, читав локалитет је потопљен.